# NGC 5688
NGC 5688 est une vaste galaxie spirale barrée située dans la constellation du Loup. Sa vitesse par rapport au fond diffus cosmologique est de 2 993 ± 14 km/s, ce qui correspond à une distance de Hubble de 44,1 ± 3,1 Mpc (∼144 millions d'al). NGC 5688 a été découverte par l'astronome britannique John Herschel en 1834.
La classe de luminosité de NGC 5688 est III et elle présente une large raie HI.
À ce jour, une quinzaine de mesures non basées sur le décalage vers le rouge (redshift) donnent une distance de 36,320 ± 3,015 Mpc (∼118 millions d'al), ce qui est à l'extérieur des valeurs de la distance de Hubble. Notons que c'est avec la valeur moyenne des mesures indépendantes, lorsqu'elles existent, que la base de données NASA/IPAC calcule le diamètre d'une galaxie et qu'en conséquence le diamètre de NGC 5688 pourrait être d'environ 64,2 kpc (∼209 000 al) si on utilisait la distance de Hubble pour le calculer.